# Robert Bork
Robert Heron Bork (Pittsburgh, 1º marzo 1927 – contea di Arlington, 19 dicembre 2012) è stato un avvocato, giurista e magistrato statunitense.
È noto per aver elaborato la dottrina giuridica originalista, secondo la quale i giudici della Corte Suprema degli Stati Uniti dovrebbero attenersi rigorosamente al significato originale della Costituzione, così come inteso al momento della sua ratifica. Quattro giudici dell'attuale Corte Suprema (Neil Gorsuch, Brett Kavanaugh, Amy Coney Barret e Clarence Thomas) aderiscono a questa dottrina.
È stato Avvocato generale degli Stati Uniti dꞌAmerica tra il 1973 e il 1977, in concomitanza con gli eventi del Saturday Night Massacre, e in seguito Giudice per la Corte d'Appello per il Distretto di Colombia.
Nel 1987 fu scelto dal Presidente Ronald Reagan come Giudice della Corte Suprema, ma la sua nomina fu respinta dal Senato in seguito a un'audizione di conferma dibattuta e controversa.

## Biografia

### Infanzia e istruzione
Robert Bork nacque a Pittsburgh il 1 marzo 1927, figlio di Harry Bork, responsabile acquisti presso un'azienda siderurgica ed Elizabeth Kunkle, insegnante d'inglese.
Terminati gli studi superiori, Bork prestò servizio nei Marines, con i quali trascorse un periodo in Cina. Nel 1947 si iscrisse alla facoltà di legge presso l'Università di Chicago, dove si laureò nel 1953. I suoi studi furono interrotti per due anni per un richiamo nei Marines durante la Guerra di Corea. Il pensiero di Bork fu notevolmente plasmato dai suoi anni universitari, in particolare dagli incontri con Leo Strauss, il professor Richard M. Weaver e il docente di economia Aaron Director, che lo orientarono verso il conservatorismo e il libero mercato.

### Avvocatura
Terminati gli studi in legge, Bork lavorò per un anno presso uno studio legale di New York. Nel 1954 fece ritorno a Chicago, dove fu assunto dallo studio legale Kirkland & Ellis come avvocato specializzato in antitrust.

### Docenza a Yale
Nel 1962 abbandonò l'avvocatura quando gli fu offerta la cattedra di diritto dell'antitrust a Yale, dove insegnò fino al 1981, con una pausa tra il 1973 e il 1977. Gli studenti di Yale si riferivano al suo corso come 'diritto del pro-trust', in quanto Bork riteneva che le leggi antitrust ostacolassero la crescita economica e l'efficienza nell'offerta di beni e servizi. Bork raccolse le idee elaborate sul tema nei suoi anni da docente nel libro The Antitrust Paradox, pubblicato nel 1978.
In questo periodo Bork pubblicò sull'Indiana Law Journal Neutral Principles and Some First Amendment Problems, prima espressione scritta del suo pensiero originalista. I suoi scritti sull'Antitrust e sull’originalismo divennero in poco tempo articoli influenti ampiamente citati nel mondo accademico.

### Avvocato generale degli Stati Uniti
Nel 1973, il Presidente Richard Nixon scelse Bork come Avvocato generale degli Stati Uniti. Nei quasi quattro anni trascorsi in questa veste, discusse 35 casi di fronte alla Corte Suprema.

#### Coinvolgimento nel Saturday Night Massacre
Nel maggio 1973 il Procuratore Generale Elliot Richardson affidò al docente di legge Archibald Cox l’incarico di Procuratore Speciale delle indagini sullo scandalo Watergate. Quando Cox ingiunse a Nixon di consegnargli le registrazioni che aveva fatto illegalmente nello Studio Ovale, il Presidente offrì una versione modificata dei nastri. Cox minacciò di incriminarlo se non avesse fornito le registrazioni integrali e Nixon, per eludere la richiesta, ordinò a Richardson di destituire Cox. Richardson, dal momento che Cox aveva a tutti gli effetti l’autorità per richiedere i nastri, rifiutò di eseguire l'ordine e rassegnò le dimissioni. Nixon si rivolse allora al Vice Procuratore Generale William Ruckelshaus affinché destituisse Cox, ma egli si dimise a sua volta. Il 20 ottobre 1973, la questione passò a Bork che, in quanto Avvocato generale, si trovava in seguito alle dimissioni di Richardson e Ruckleshaus a ricoprire temporaneamente l’incarico di Procuratore Generale. Bork accettò di destituire Cox e nominò Leon Jaworski come suo successore nell'incarico di Procuratore Speciale. Bork sostenne in seguito di avere rimosso Cox per consentire la prosecuzione delle indagini sullo scandalo Watergate: disse di aver temuto che un suo eventuale ritiro, sommato a quello di Richardson e Ruckelshaus, avrebbe innescato una serie di dimissioni di massa nel Dipartimento di Giustizia, che avrebbero portato a un rallentamento nelle indagini dello scandalo Watergate.
Nel gennaio 1974 il Senato nominò un nuovo Procuratore Generale e Bork tornò a svolgere esclusivamente il mandato di Avvocato Generale fino al 1977.

### Giudice della Corte d'Appello per il Distretto di Columbia
Nel febbraio 1982 il Presidente Ronald Reagan nominò Bork giudice della Corte d’Appello per il Distretto di Columbia, scelta che fu confermata all’unanimità dal Senato. Nella veste di giudice fu autore di alcune sentenze orientate al conservatorismo che furono oggetto di dura critica da parte degli attivisti per i diritti civili, tra cui i casi Dronenburg v. Zech e Ocaw v. American Cyanamid.

### Nomina a Giudice della Corte Suprema
Il 1 luglio 1987 Reagan nominò Bork giudice della Corte Suprema in seguito al ritiro del giudice Lewis Franklin Powell Jr. a causa di problemi di salute.

Ronald Reagan e Bork nello Studio Ovale nel luglio 1987

La scelta di Reagan fu dovuta al desiderio del Presidente di mantenere fede a una promessa che fatta sin dalla campagna elettorale del 1980, quando aveva assicurato che avrebbe nominato giudici della Corte Suprema che avrebbero emesso verdetti conservatori. Inoltre, la posizione di Reagan in materia di costituzionalità era vicina a quella di Bork: anche il Presidente riteneva che con la definizione di nuovi diritti negli anni Sessanta e Settanta la Corte Suprema avesse oltrepassato i confini della sua autorità, imponendo una visione dei diritti civili che non rispecchiava la volontà della maggioranza degli statunitensi.
Come da prassi, a settembre la nomina fu sottoposta all'esame del Judiciary Committee del Senato, incaricato di interrogare Bork per verificarne la preparazione giuridica e l’integrità per valutare se raccomandare o meno la sua conferma. In seguito, il voto passò nelle mani del Senato.

#### Opposizione alla nomina
L’annuncio della nomina destò immediata preoccupazione tra i progressisti. Il timore era che Bork, una volta confermato giudice dal Senato, avrebbe applicato con fermezza la sua dottrina e si sarebbe dunque schierato a favore dell’annullamento di sentenze che avevano permesso ai diritti civili di raggiungere importanti traguardi, come quelle che avevano stabilito il diritto all'interruzione volontaria di gravidanza, all'uso di contraccettivi o all'affirmative action. Tra le organizzazioni che si mobilitarono immediatamente contro la conferma vi furono la Leadership Conference on Civil Rights, la National Association for the Advancement of Colored People, l’Alliance for Justice, la National Abortion Rights Action League, il Legal Defense Fund della National Organization for Women e il People for the American Way. Per conquistare l’appoggio dei senatori chiamati a giudicare Bork, la strategia dei progressisti consisté nel costruire l’immagine di un Bork ideologo estremista che voleva alterare la Costituzione sradicando la pratica consolidata di seguire i precedenti costituzionali. Gli attivisti sostennero che Bork aveva teorizzato l’originalismo per offrire una giustificazione alla revoca di tutele per categorie della società contro cui nutriva pregiudizi (donne, neri, omosessuali). La strategia ripagò, al punto che anche le organizzazioni a maggioranza conservatrice, come la National Federation of Business and Professional Women’s Clubs, percepirono la conferma come un pericolo e si impegnarono attivamente per contrastarla. I mezzi utilizzati per incentivare la bocciatura di Bork variarono dalle campagne di lobbying per influenzare i senatori attraverso incontri, lettere e pressioni dirette, ai tentativi di condizionare la copertura mediatica sulla conferma attraverso l’invio di materiali su Bork alla stampa e ai singoli giornalisti. Con il crescere dell’attenzione su sentenze redatte da Bork in cui il giudice aveva in qualche modo osteggiato il benessere dei lavoratori (in particolare, il caso sull'American Cyanamid), le federazioni di sindacati American Federation of Labor and Congress of Industrial Organizations e American Civil Liberties Union si schierarono contro la nomina.
Anche alcuni membri del partito democratico presero parte alla mobilitazione contro la conferma. Tra questi vi furono Ted Kennedy, senatore del Massachusetts e Joe Biden, senatore del Delaware, entrambi membri del Judiciary Commitee incaricato di interrogare Bork.

#### Audizioni di conferma
Bork fu sottoposto a una serie di audizioni da parte del Judiciary Committee del Senato, incaricato di valutare se raccomandare o meno la sua conferma. Le audizioni per la conferma di Bork a giudice della Corte Suprema iniziarono martedì 15 settembre 1987 e si protrassero per dodici giorni: cinque furono dedicati all'interrogatorio del candidato e sette all'audizione di 111 testimoni.
Prima dell'inizio delle audizioni, la maggior parte degli statunitensi non aveva ancora un'opinione sulla conferma di Bork, e anche i membri del Comitato Giudiziario riflettevano questa incertezza. Su un totale di 14 senatori (otto democratici e sei repubblicani), cinque erano favorevoli, cinque contrari e quattro indecisi. Le domande dei senatori si concentrarono sui temi che avevano animato la mobilitazione contro la nomina, in particolare sulle posizioni di Bork sui diritti civili delle minoranze etniche, delle donne e sulla libertà di espressione. Le risposte di Bork, di carattere tecnico e giuridico, contribuirono a farlo apparire freddo e distante dai problemi della collettività agli occhi del pubblico.
Il 6 ottobre, il Judiciary Committee si espresse sulla nomina, con nove senatori che votarono contro e cinque a favore, prima che la decisione passasse al plenum del Senato.
| Senatore           | Partito      | Stato                | Voto       |
| ------------------ | ------------ | -------------------- | ---------- |
| Joe Biden          | Democratico  | Delaware             | Contrario  |
| Robert Byrd        | Democratico  | Virginia Occidentale | Contrario  |
| Dennis DeConcini   | Democratico  | Arizona              | Contrario  |
| Chuck Grassley     | Repubblicano | Iowa                 | Favorevole |
| Orrin Hatch        | Repubblicano | Utah                 | Favorevole |
| Howell Heflin      | Democratico  | Alabama              | Contrario  |
| Gordon J. Humphrey | Repubblicano | New Hampshire        | Favorevole |
| Ted Kennedy        | Democratico  | Massachusetts        | Contrario  |
| Patrick Leahy      | Democratico  | Vermont              | Contrario  |
| Howard Metzenbaum  | Democratico  | Ohio                 | Contrario  |
| Paul Simon         | Democratico  | Illinois             | Contrario  |
| Alan Simpson       | Repubblicano | Wyoming              | Favorevole |
| Arlen Specter      | Repubblicano | Pennsylvania         | Contrario  |

#### Bocciatura
Il 9 ottobre, Bork annunciò che nonostante il voto contrario del Judiciary Committee avrebbe sottoposto la sua candidatura al giudizio del Senato. Accusò i suoi oppositori di aver condotto una campagna di distorsione delle sue posizioni e invitò i senatori a votare a favore della sua conferma. Tuttavia, il 23 ottobre, il Senato respinse la nomina con 58 voti contrari e 42 a favore.
Tra i fattori che contribuirono al rigetto della sua candidatura vi furono la maggioranza democratica del Senato, la vigorosa campagna di opposizione contro la sua nomina, l'incapacità di Bork di convincere il Judiciary Committee (e il popolo statunitense) che non rappresentasse una minaccia per i diritti civili, e il timore che la sua presenza avrebbe spostato l'equilibrio della Corte Suprema in una direzione fortemente conservatrice, data la presenza di altri giudici originalisti quali WilliamRehnquist e Antonin Scalia.

### Dopo la bocciatura
Dopo il fallimento della sua conferma alla Corte Suprema, Bork rassegnò le dimissioni dalla Corte d'Appello per il Distretto di Columbia e tornò a insegnare diritto dell'antitrust presso la George Mason University. 
il 19 dicembre 2012 morì a causa di complicazioni dovute a una malattia cardiaca presso il Virginia Hospital Center, in Virginia.

### Vita privata

#### Matrimoni
Nel 1952 sposò Clare Davidson, anch'essa studentessa di giurisprudenza all'Università di Chicago, con la quale ebbe tre figli: Ellen, Robert Jr. e Charles. Due anni dopo la morte di Clare, avvenuta nel 1980 a causa di un cancro, Bork incontrò Mary Ellen Pohl, una donna di fede cattolica ed ex suora, con cui si sposò quello stesso anno.

#### Rapporto con la fede cattolica
Nel corso del suo mandato come giudice, Bork tenne regolarmente discorsi in occasione di eventi organizzati da gruppi conservatori. Il matrimonio con Mary Ellen sembrò stimolare un maggiore interesse di Bork per il rapporto tra Chiesa e Stato: in due discorsi tenuti nel 1984, uno all'Università di Chicago e l'altro presso la Brookings Institution di Washington, Bork manifestò apertamente le sue critiche alle decisioni della Corte Suprema in materia, soprattutto nei riguardi delle sentenze che vietavano le preghiere nelle scuole pubbliche. Bork si convertì ufficialmente al cattolicesimo nel 2003.

## Pensiero

### Originalismo
Nel 1971 Bork pubblicò sull'Indiana Law Journal Neutral Principles and Some First Amendment Problems in cui elaborò il suo pensiero originalista. L'articolo era la trascrizione di una conferenza che aveva tenuto all'Università dell'Indiana nella primavera dello stesso anno. L'intento di Bork era fornire al diritto costituzionale un’efficace teoria che orientasse i giudici nell’interpretazione della Costituzione.
Dal 1803 la Corte Suprema ha la facoltà di esaminare la costituzionalità delle leggi federali e dei provvedimenti statali, e di annullarli in caso non li ritenga conformi al testo costituzionale. Questo potere è noto come judicial review. Bork riteneva che operando il judicial review i giudici dovessero prendere decisioni basate su principi oggettivi e neutrali, onde evitare di essere influenzati da opinioni personali o convinzioni politiche. L’unico approccio che permettesse di valutare la costituzionalità di leggi e provvedimenti in modo neutrale, secondo Bork, consisteva nell’attenersi rigorosamente al significato originale del testo costituzionale, così come inteso dai redattori del testo del 1787 e dei successivi emendamenti. Il significato originario della Costituzione doveva essere compreso analizzando le circostanze e il contesto storico in cui ciascuno dei suoi elementi era stato inserito e ratificato. A suo avviso, questo significato poteva essere compreso attraverso un'analisi attenta dei documenti dell'epoca, come giornali, dibattiti pubblici e verbali del Congresso o delle convenzioni costituzionali.
Bork era particolarmente critico nei riguardi delle sentenze della Corte che avevano stabilito dei diritti precedentemente non riconosciuti da alcuna legge (ad esempio la protezione federale del diritto all’interruzione volontaria di gravidanza), sulla base di principi e valori ritenuti impliciti o in linea con la Costituzione. Bork interpretò la creazione di “nuovi diritti” da parte della Corte non come un adattamento pragmatico del testo costituzionale alla luce dei cambiamenti sociali, ma come l’appropriazione di un potere che sarebbe spettato alle istituzioni legislative e che minacciava il diritto del popolo di esprimere la propria volontà attraverso i rappresentanti democraticamente eletti.
Accusava la Corte Suprema di avere emesso a partire dagli anni Sessanta in misura crescente sentenze che creavano nuovi diritti civili e rispecchiavano i valori dell'élite progressista, del tutto prive di una base costituzionale. Nel mirino di Bork erano in particolare le sentenze Grinswold v. Connecticut, che riguardava l'uso dei contraccettivi da parte di coppie non sposate, e successivamente la sentenza del 1973 Roe v. Wade, che stabiliva la protezione federale del diritto all'IVG. Secondo Bork, quando la Corte avesse avuto nuovamente l’opportunità di esprimersi su casi dal contenuto simile, avrebbe dovuto annullare le sentenze precedenti che avevano stabilito i suddetti diritti civili con verdetti conformi al significato originale della Costituzione.

## Controversie

### Opposizione al Civil Rights Act
Nel 1963 Bork pubblicò sulla rivista progressista New Republic un articolo in cui condannava il disegno di legge del Civil Rights Act presentato quell’anno al Congresso (poi approvato nel 1964), che aveva come obbiettivo l'integrazione razziale dei luoghi pubblici. Bork non era contrario all'integrazione, tuttavia contestò il modo in cui il disegno di legge proponeva di superare la discriminazione: riteneva l’obbligo imposto ai proprietari di attività commerciali di servire (anche qualora non lo desiderassero) clienti neri avrebbe significato privare i proprietari di parte della loro libertà. Temeva che l'approvazione della misura avrebbe rappresentato un primo passo verso un eccessivo intervento del governo nella vita personale dei cittadini, e definì il carattere del provvedimento nei termini di “unsurpassed ugliness”.

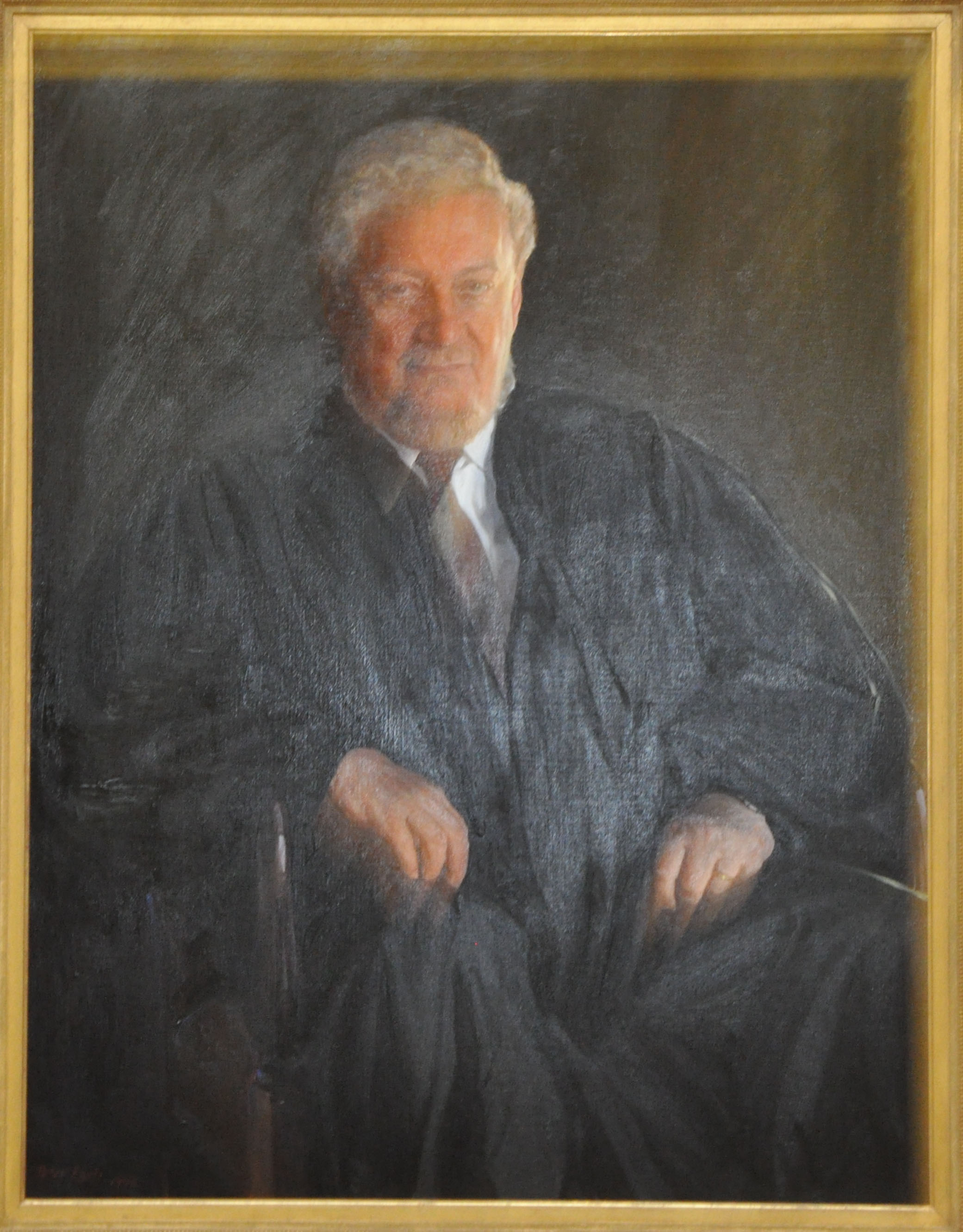
Ritratto ufficiale di Bork nella veste di giudice della Corte d'Appello per il Distretto di Columbia

Nel 1982 sostenne di aver cambiato idea rispetto al 1963, dal momento che il Civil Rights Act aveva funzionato.

### SentenzaDronenburg v. Zech[40]
Nel 1984 la Corte d’Appello per il Distretto di Columbia fu chiamata a giudicare un caso che riguardava un uomo congedato dalla Marina degli Stati Uniti per aver avuto rapporti omosessuali consensuali sul posto di lavoro. L’uomo sosteneva che la motivazione del congedo violasse il diritto alla privacy, ma Bork, autore del verdetto, ritenne che l'attività sessuale omosessuale privata e consensuale non godeva di protezione costituzionale e, applicando la sua dottrina originalista, ribadì che i tribunali non avevano il potere di “creare” nuovi diritti costituzionali in materia di attività sessuale perché tale competenza spettava esclusivamente alla legislazione.

### SentenzaOcaw v. American Cyanamid
Nel 1977 un'indagine interna aveva rilevato negli stabilimenti della compagnia dei livelli di piombo pericolosi per le gravidanze delle lavoratrici. La società era giunta alla conclusione che, a causa della natura delle sue attività produttive, non era possibile ridurre i livelli di piombo in modo tale da assicurare la salute dei feti nello stabilimento situato nella Virginia Occidentale. Dal momento che l'Occupational Safety and Health Act (OSH Act) stabiliva che i datori di lavoro avessero il dovere tutelare le gravidanze delle impiegate, la compagnia proibì alle donne in età riproduttiva di lavorare presso l’impianto a meno che non si fossero fatte sterilizzare. Cinque donne si sottoposero all’operazione per non perdere il posto di lavoro. Quando l’agenzia federale che si occupava della sicurezza dei lavoratori – l’Occupational Safety and Health Administration (OSHA) – indagò sul caso, comminò alla compagnia una multa di diecimila dollari perché la proposta fatta dall’American Cyanid alle impiegate costituiva un “recognized hazard” in violazione dell’OSH Act. Nel 1983 la Corte d’Appello del Distretto di Columbia dovette valutare se il termine “hazard” nell’OSH Act, includesse o meno la sterilizzazione. I giudici conclusero all’unanimità che "hazard" non poteva essere esteso al caso di questa pratica, perché nel contesto dell’OSH Act il termine faceva riferimento esclusivamente ai processi di lavorazione o all’impiego di materiali che potessero ferire o causare l’insorgenza di malattie per i dipendenti. La proposta di sterilizzazione pena il licenziamento non rientrava in questa categoria e dunque l’ammenda era illegittima.
Nel 1987 la sentenza fu utilizzata dagli attivisti per i diritti civilii per dipingere Bork come un sostenitore del big business a discapito dei diritti delle donne.

## Opere
- Robert H. Bork, Neutral Principles and Some First Amendment Problems, "Indiana Law Journal" XL, 1, 1971, pp. 1-35.
- Robert H. Bork, The Antitrust Paradox. New York: Free Press. 1978.
- Robert H. Bork, The Tempting of America. The Political Seduction of the Law, New York, Simon & Schuster, 1990.
- Robert H. Bork, Slouching Towards Gomorrah. Modern Liberalism and American Decline, New York, Regan Books, 1996.